# Parque José Enrique Rodó
El parque José Enrique Rodó, conocido también como parque Rodó, es un parque de la ciudad de Montevideo. Su tamaño es de 42 hectáreas, y constituye un paseo tradicional para los montevideanos.
Cuenta con un lago artificial de una superficie aproximada de 17.059 m², el Teatro de Verano Ramón Collazo, una zona de juegos infantiles y un parque de atracciones mecánicas. En las inmediaciones del parque se encuentra el Museo Nacional de Artes Visuales. Además, la Facultad de Información y Comunicación y la Facultad de Ingeniería de la UdelaR se encuentran en cercanías al parque. En los alrededores hay una variada oferta de locales gastronómicos.
Fue inaugurado a principios del siglo XX y recibe su nombre en honor a José Enrique Rodó, un importante escritor uruguayo.

## Historia
Los orígenes de este parque son entre fines del siglo XIX y principios del XX, en que se comenzó a trazar el entonces Parque Urbano, con diseño de los arquitectos franceses Carlos Thays y Carlos Racine.
Los juegos del Parque Rodó se iniciaron el 24 de enero de 1889 con un emocionante artefacto: la montaña rusa. Las calesitas venían demoradas: la primera llegó en 1903. Los trabajos preliminares para la conformación del Parque Urbano –como se llamó originalmente al Parque Rodó- se iniciaron entre 1900 y 1902.
Entre 1903 y 1904 se construyó el lago artificial, con puentes rústicos de imitación, la avenida central, terraza para música, el castillo sobre el lago, la vaquería para expendio de leche fresca y la plaza de juegos para niños. Recién en 1912 la diversión se institucionalizó, cuando la Intendencia autorizó la implantación de juegos, servicio de ponis y locales para la venta de comestibles y golosinas. Actualmente en el lago existe un nuevo sistema de alquiler de lanchas y un parador familiar.

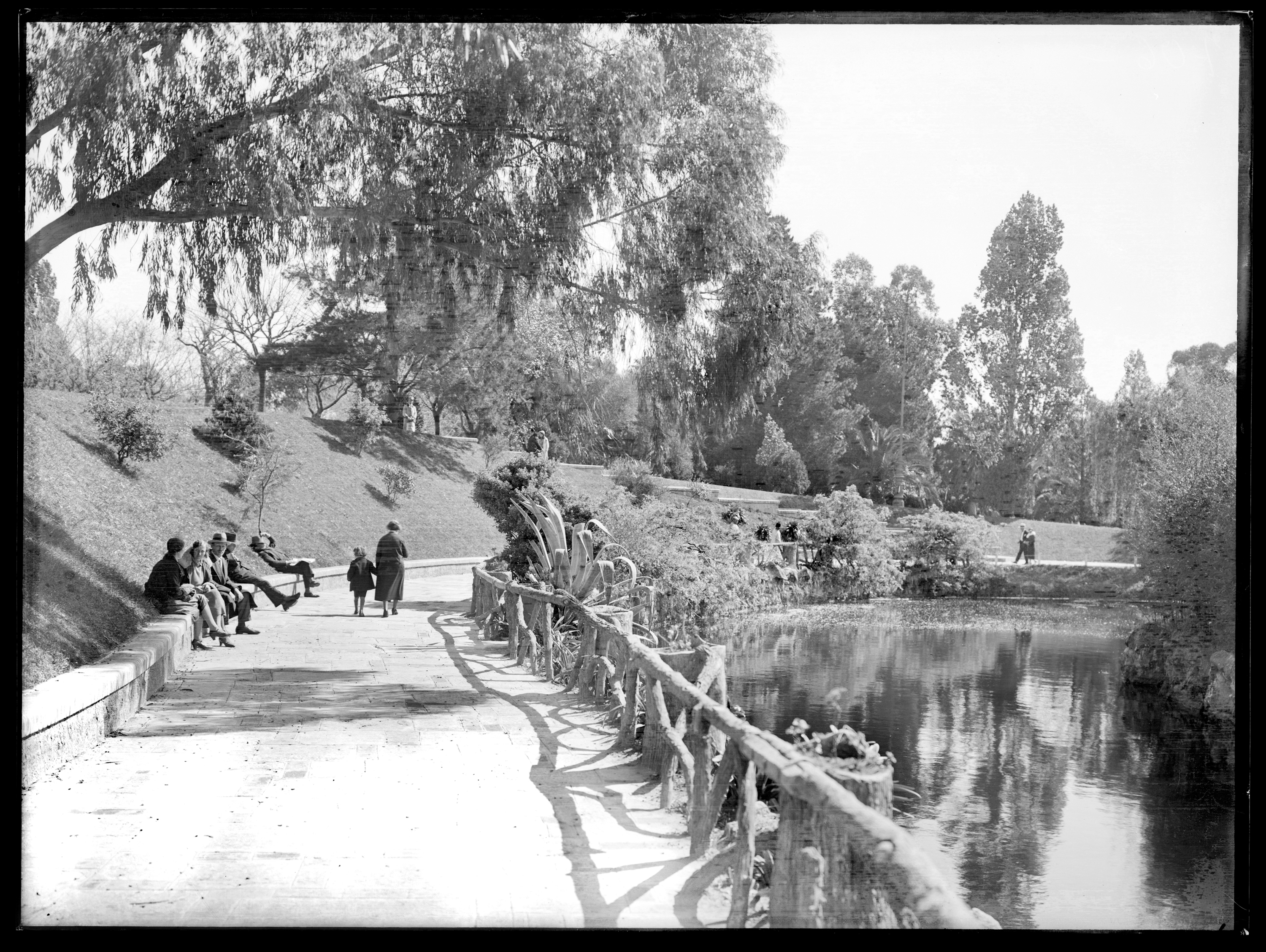
Parque Rodó y su lago en 1931.

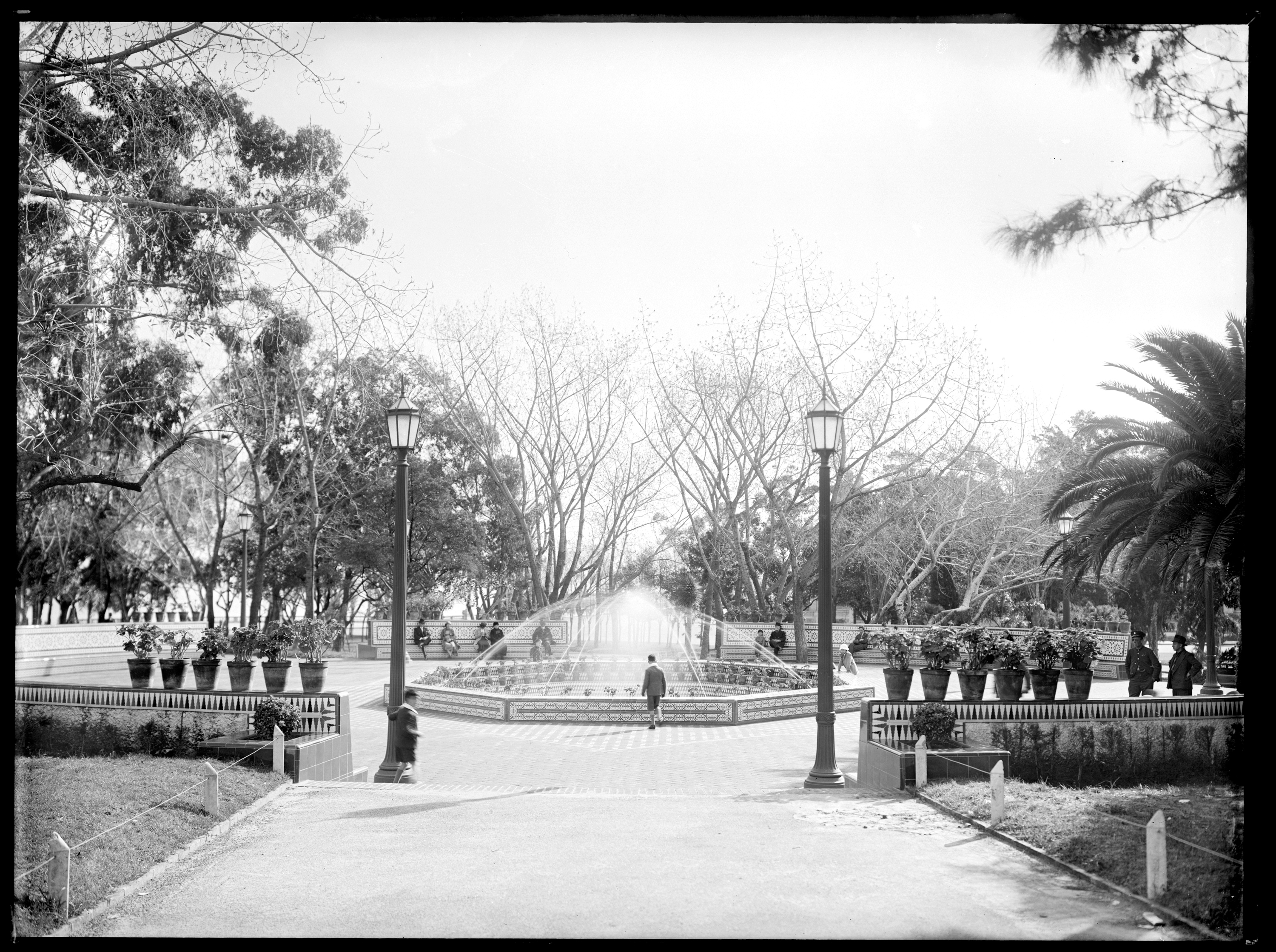
Glorieta "Ariel" (o Patio Andaluz) en 1933.

Entre las tradicionales atracciones electro-mecánicas se incluyen la Rueda Gigante y los Autos Chocadores, entre otros juegos que se han ido incorporando posteriormente, entre ellos el "Gusano Loco". En el castillo junto al Lago funciona la Biblioteca Infantil "María Stagnero de Munar". Del otro lado del Lago se ubica el Pabellón de la Música, que rinde homenaje a las grandes cumbres musicales germanas: Beethoven, Mozart, Brahms y Wagner, y supo servir como escenario para orquestas y grupos de cámara.
En la zona arbolada hay varios monumentos, entre los que se destacan el dedicado a José Enrique Rodó del escultor José Belloni, el que homenajea al dramaturgo Florencio Sánchez, la Fuente de los Atletas de José Luis Zorrilla de San Martín  y el más reciente, monumento a Confucio, inaugurado en 1985.
En vísperas de las celebraciones de Navidad, en las inmediaciones del Lago se realiza la tradicional Feria del Libro y del Grabado.
Dos de los juegos más emblemáticos del parque, la Montaña Rusa y el Tren Fantasma, fueron retirados en el año 2013. En el lugar que  ocupaban el Tren Fantasma y los Autitos Chocadores hay un espacio verde. En el espacio de la Montaña Rusa hay nuevos juegos.
En el espacio donde está ubicado en el famoso restaurante llamado Rodelú están los juegos más famosos del Parque: Rock and Samba, Los Chocadores Eléctrico, El Tiro al Blanco, El Aero Cósmico y El Derby.

## El Parque Rodó en la cultura popular
- Varias escenas de la novela Montevideo Noir, de Hugo Burel, se desarrollan en el Parque Rodó y también en el Casino del Parque Hotel.

## Galería de imágenes

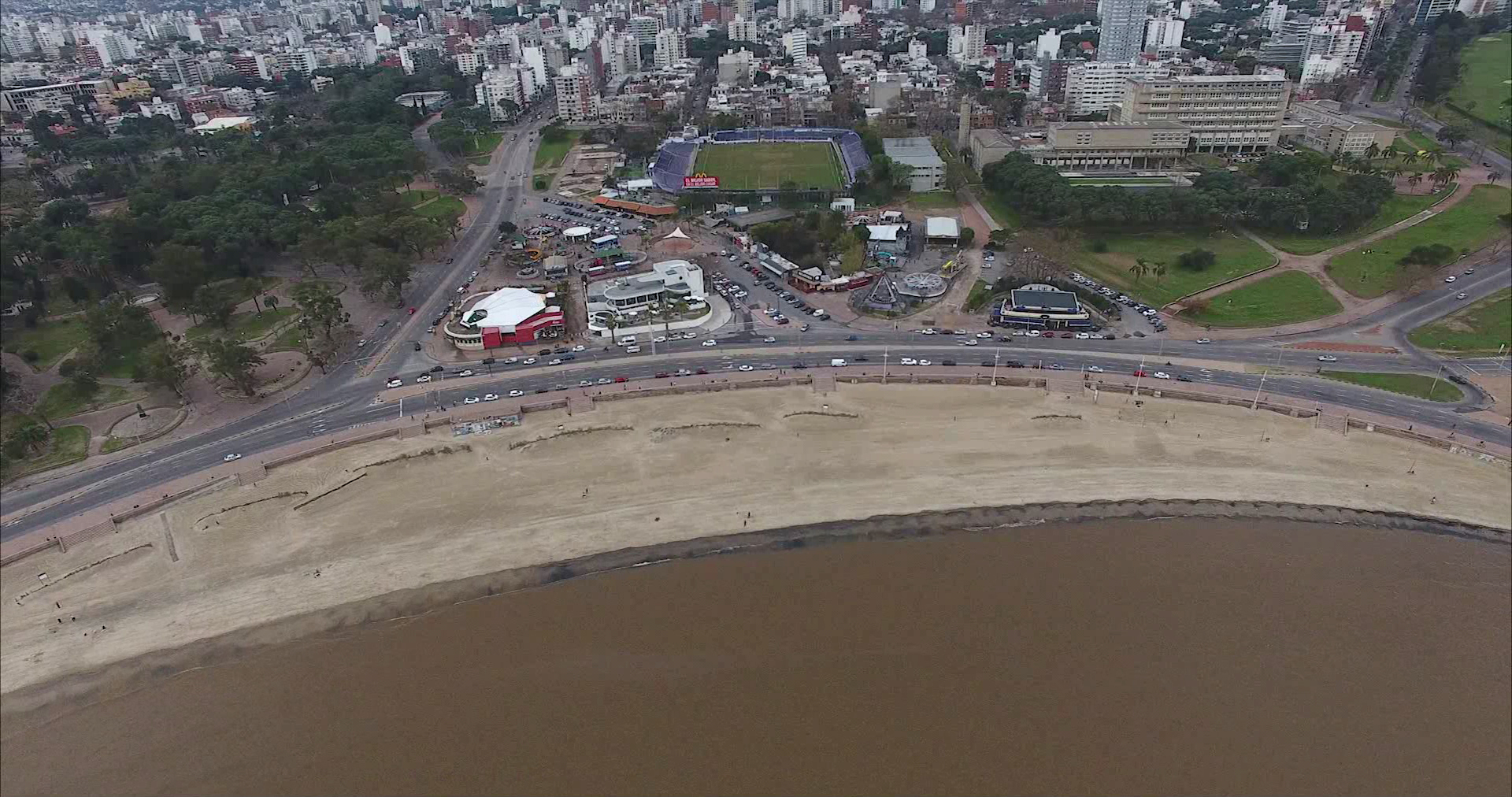
Parque Rodó. vista aérea.
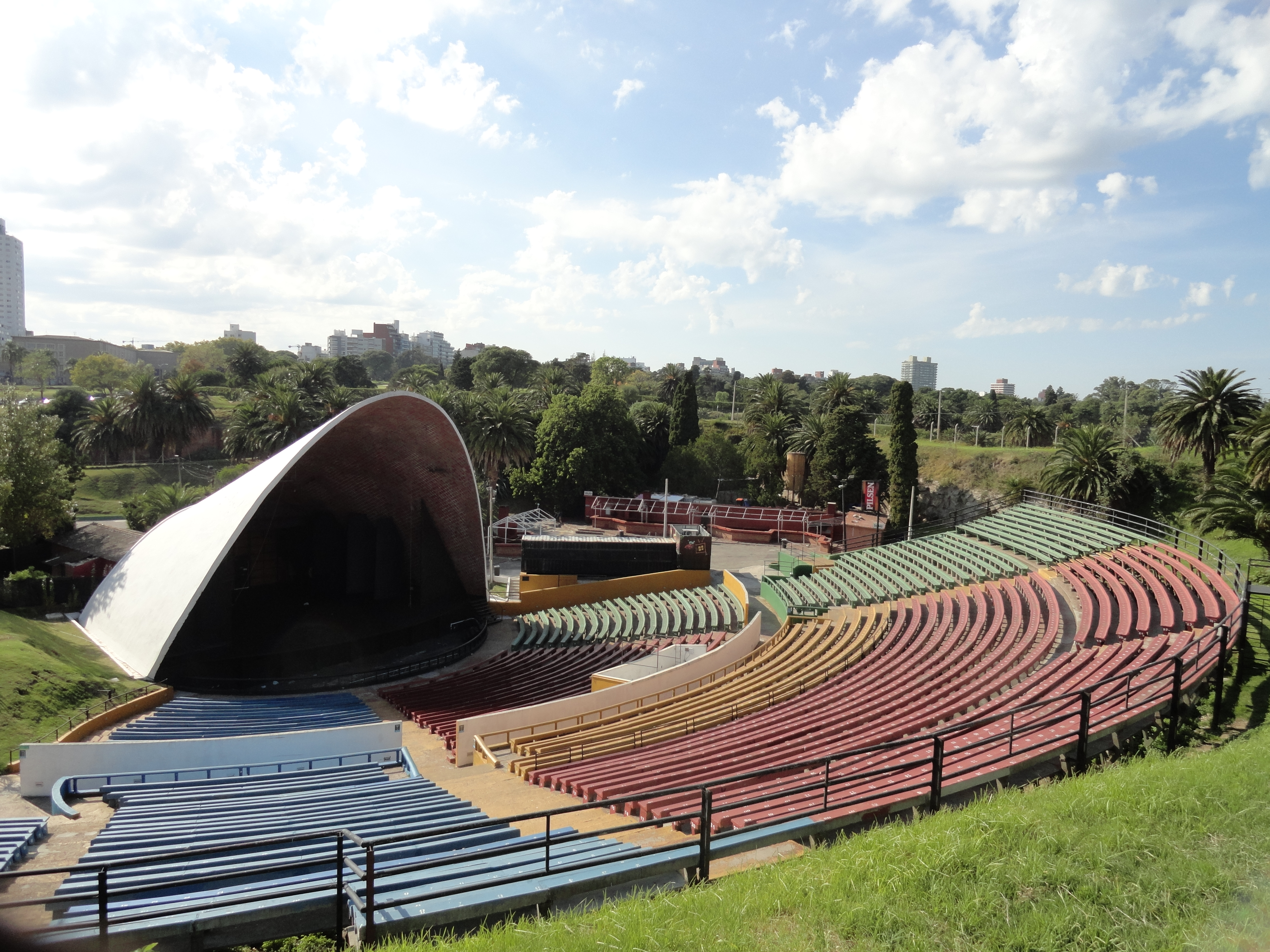
Teatro de Verano.
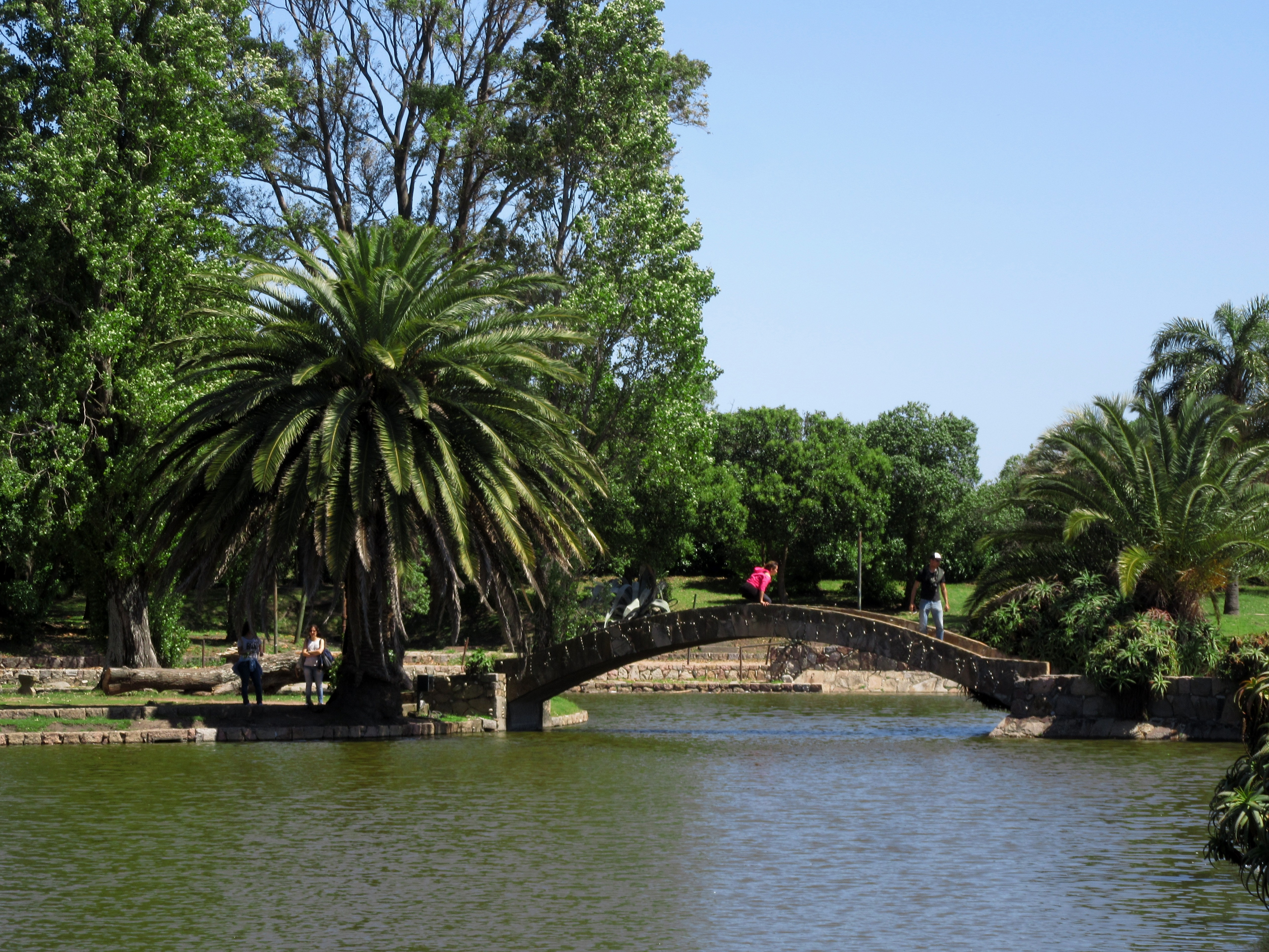
Lago en las Canteras.
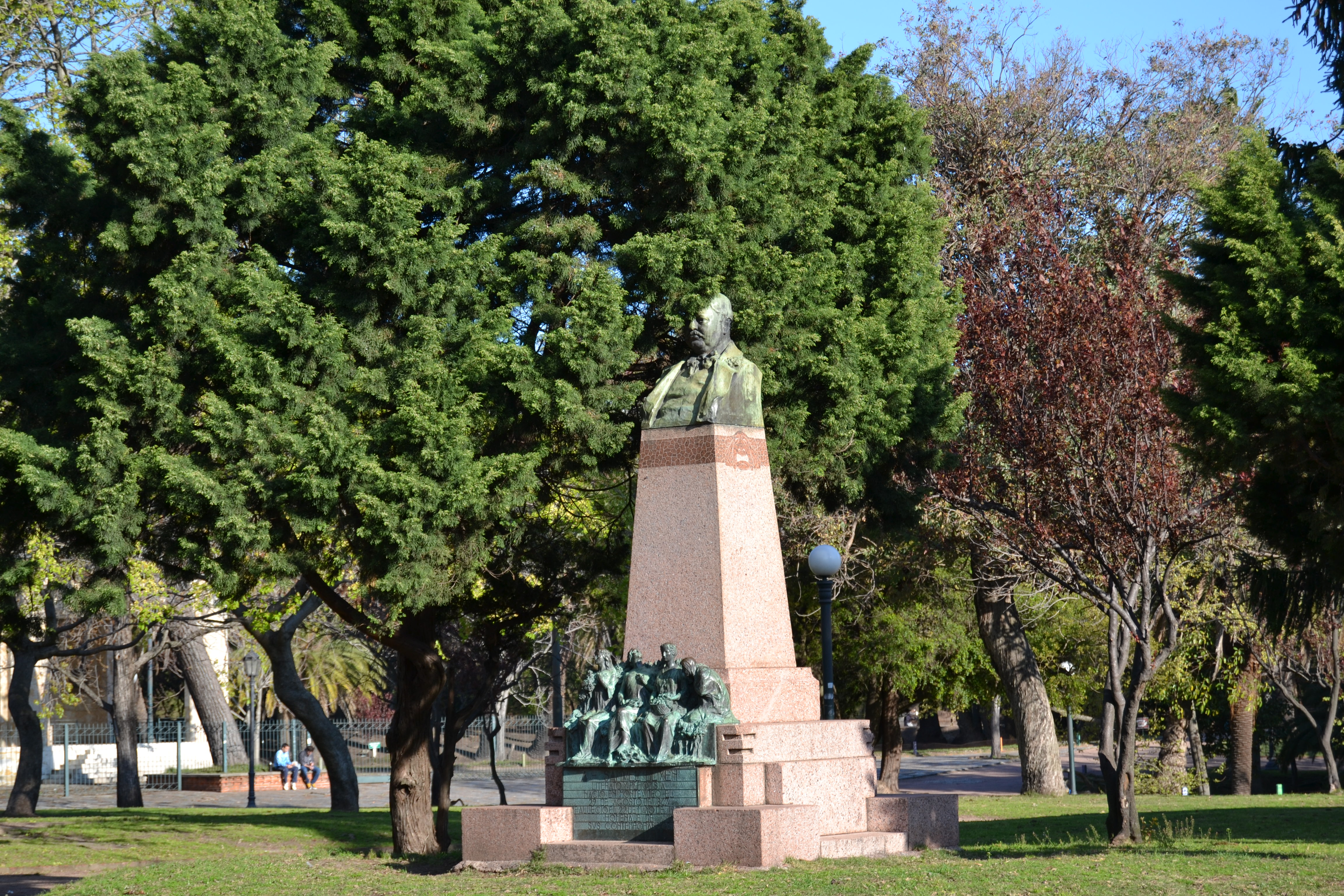
Busto de Samuel Blixen.
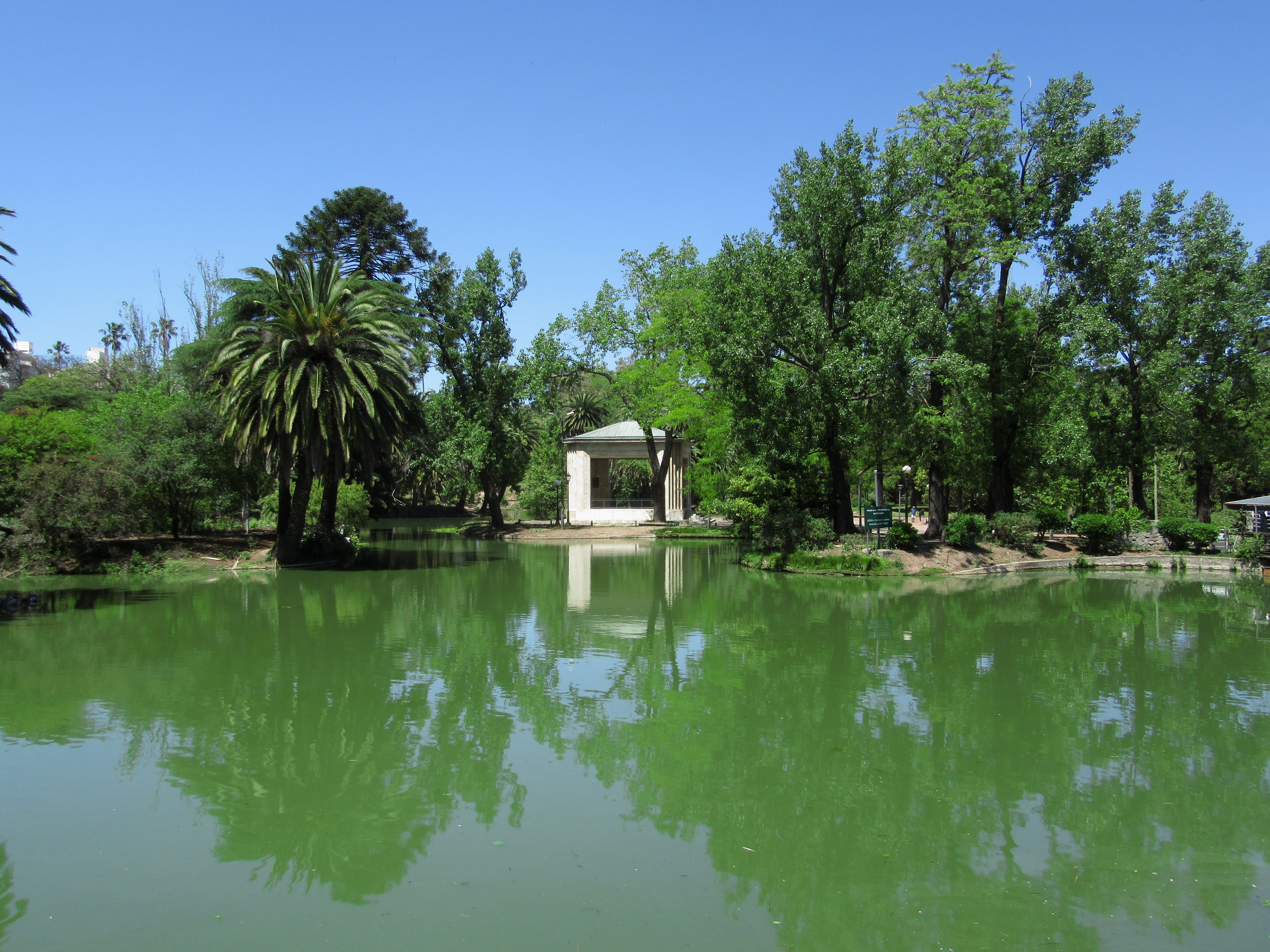
Lago.
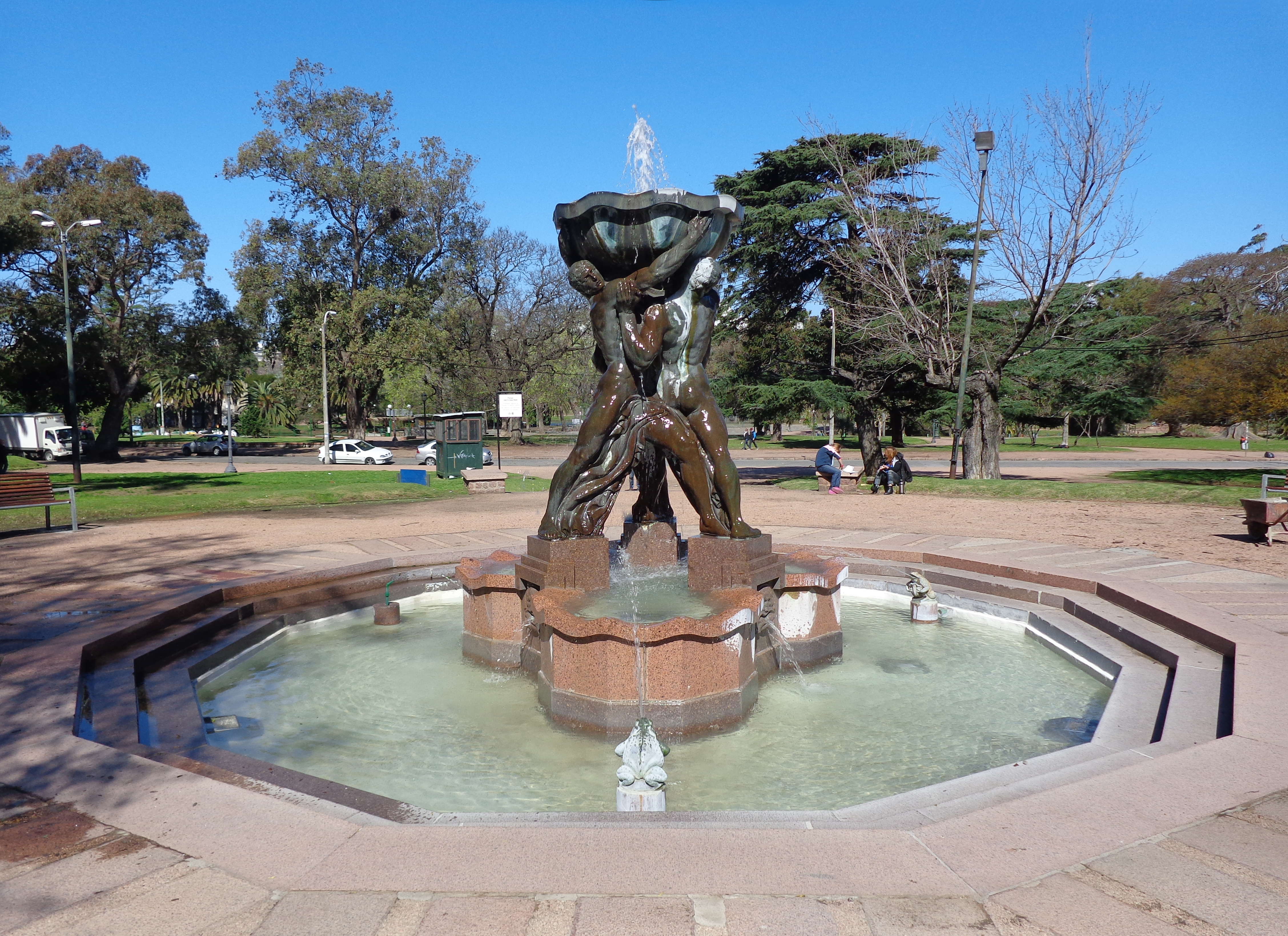
Fuente de los Atletas.
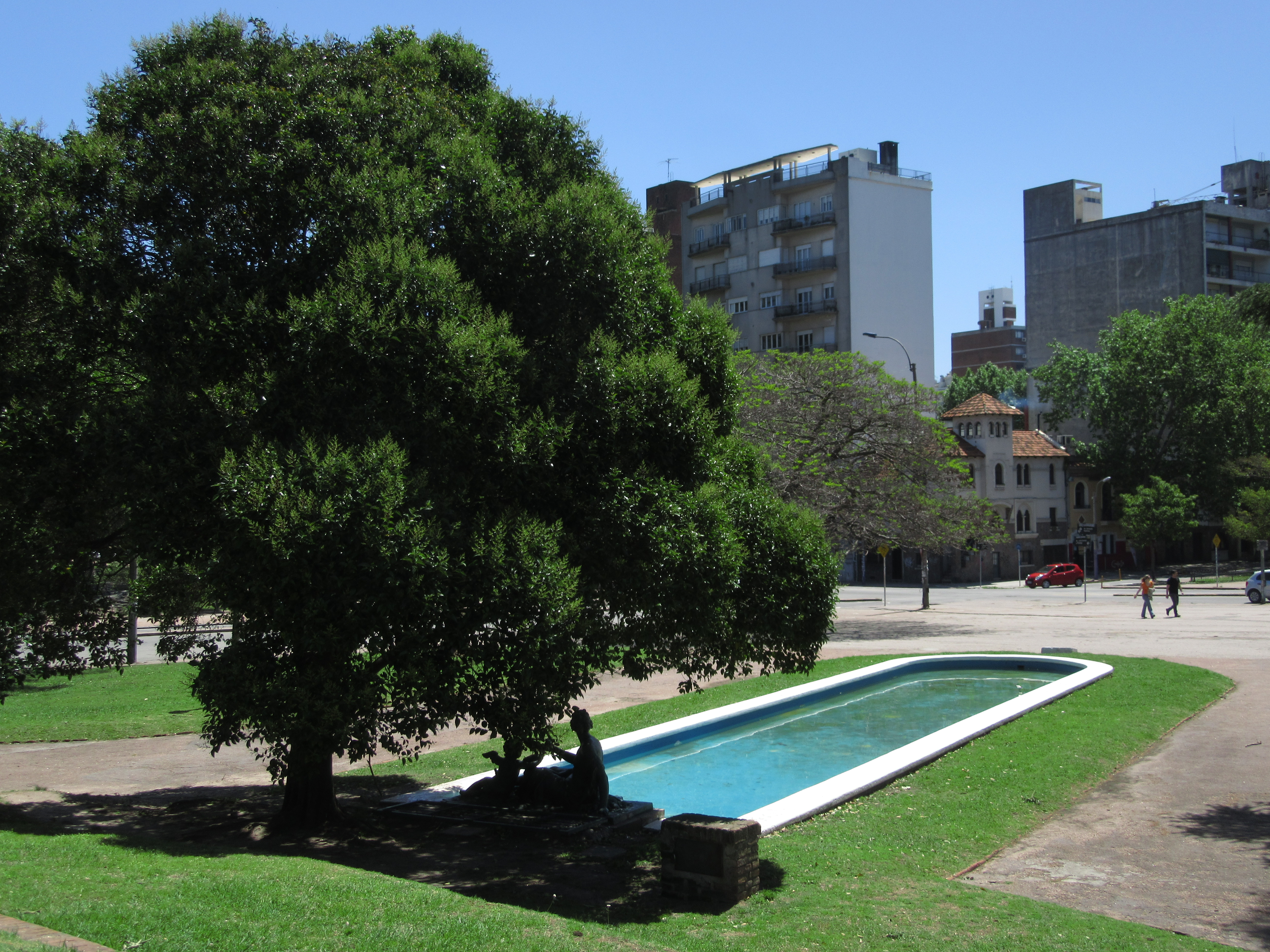
Fuente de Venus.
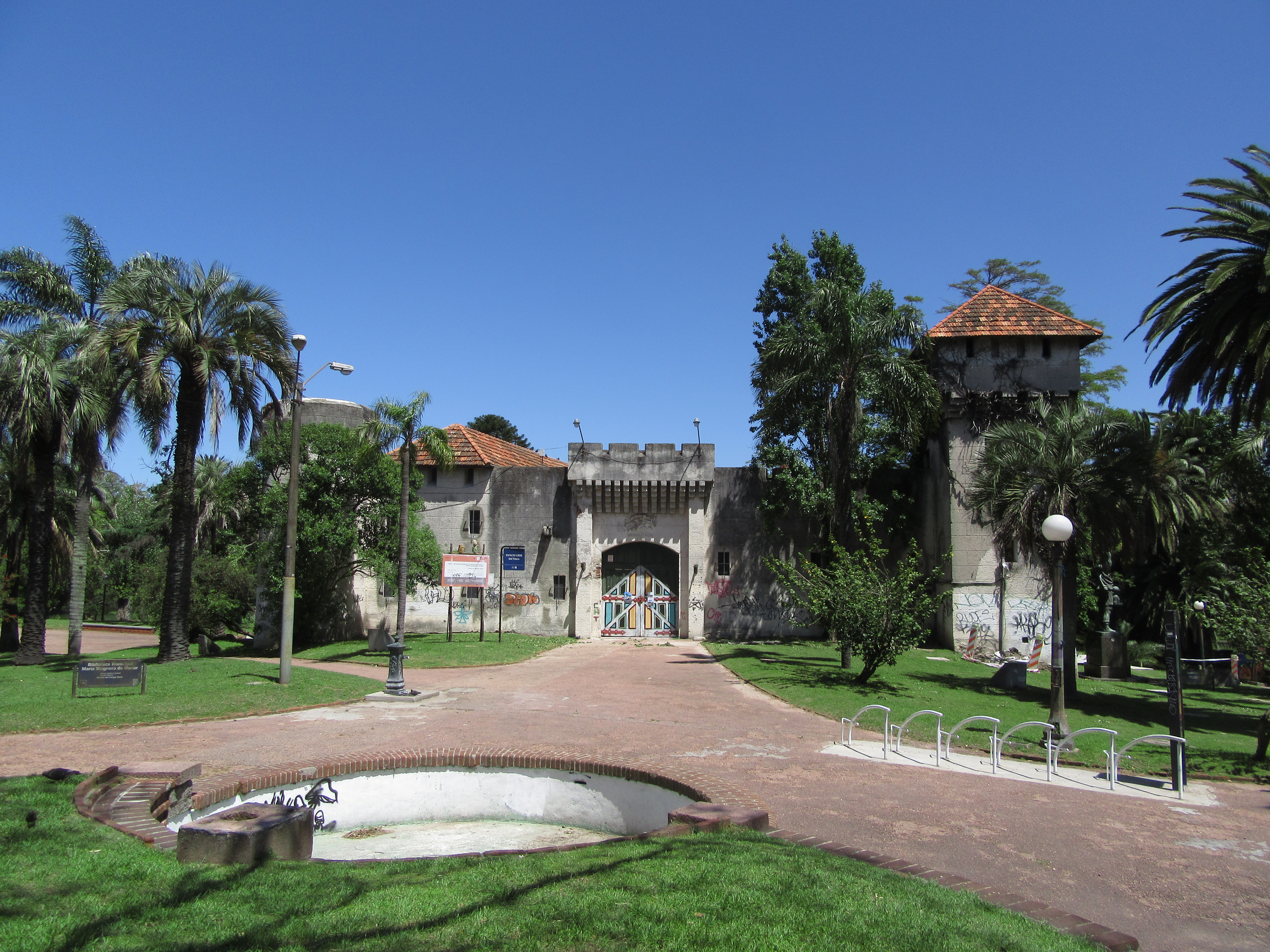
Castillo.
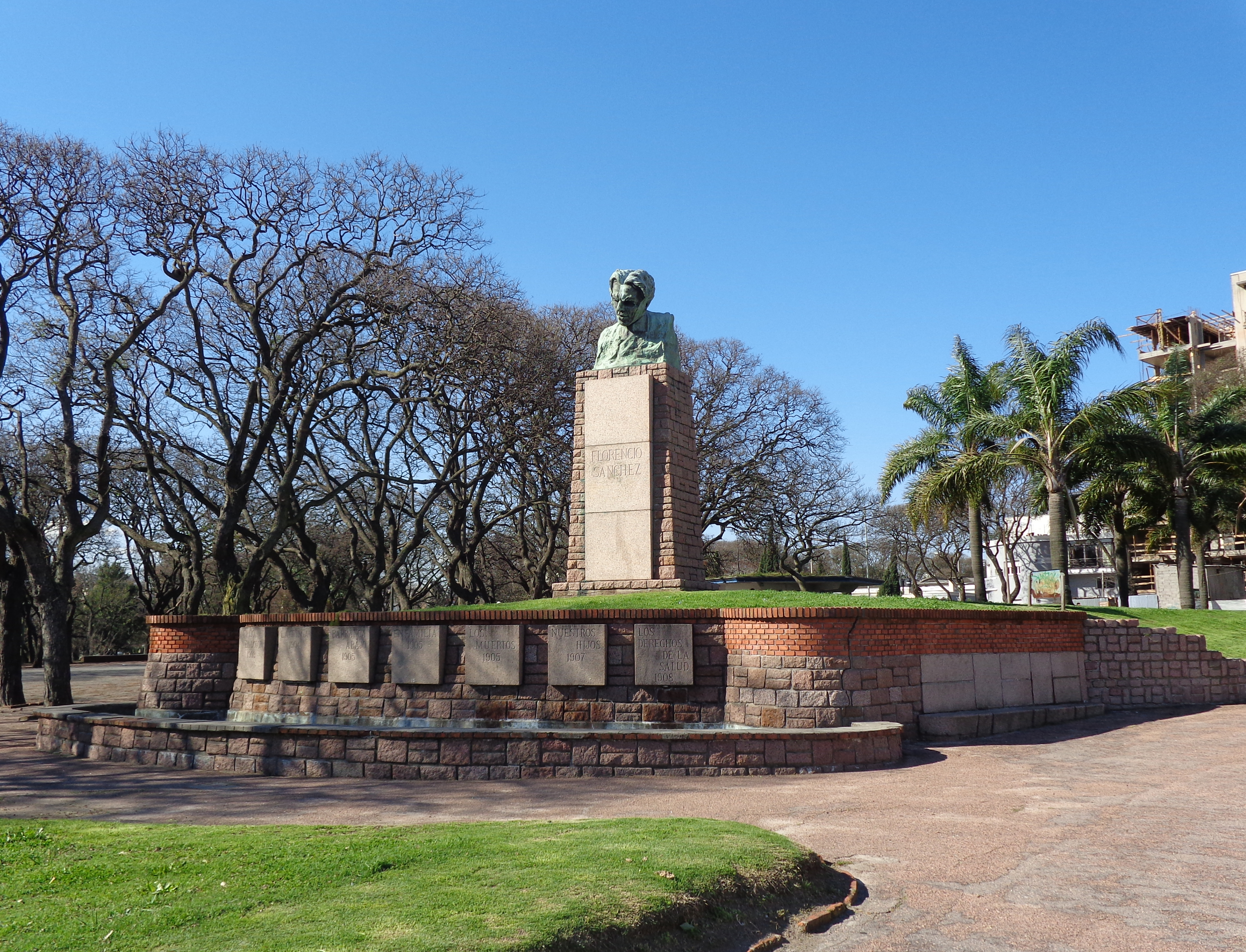
Monumento a Florencio Sánchez.
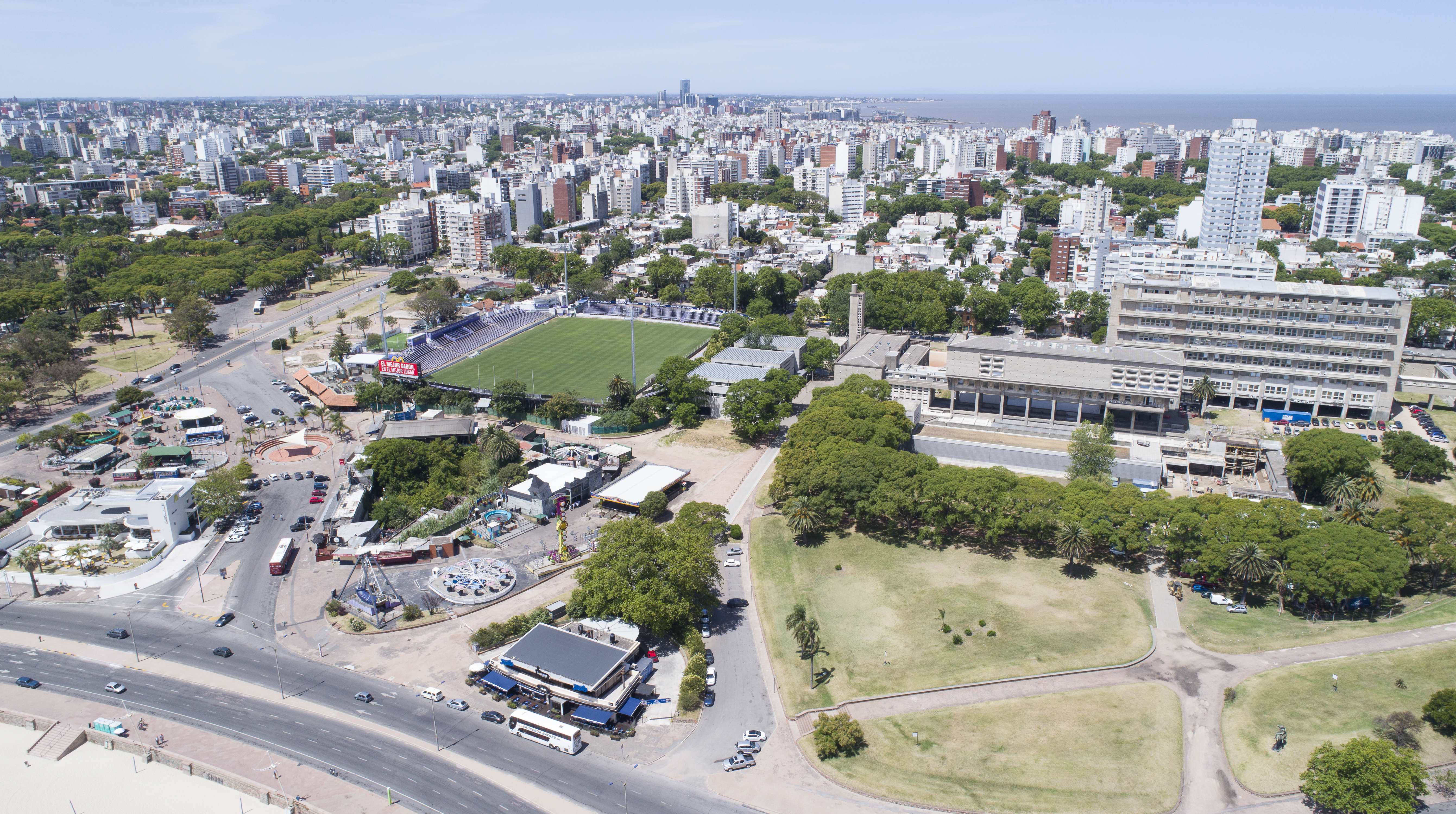
Parque Rodó, Vista aérea, Montevideo, Uruguay.
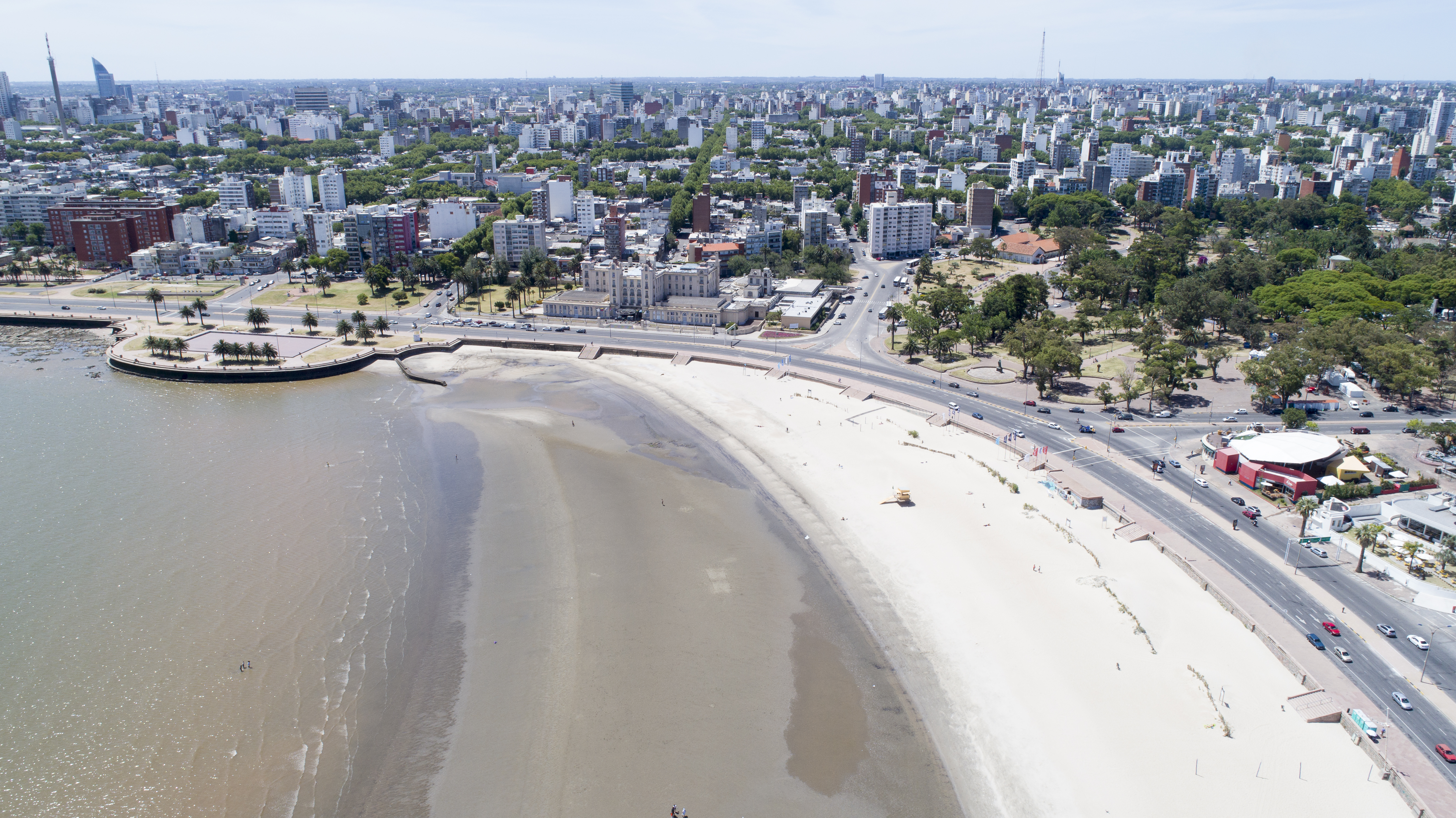
Parque Rodó, Vista aérea, Montevideo, Uruguay.
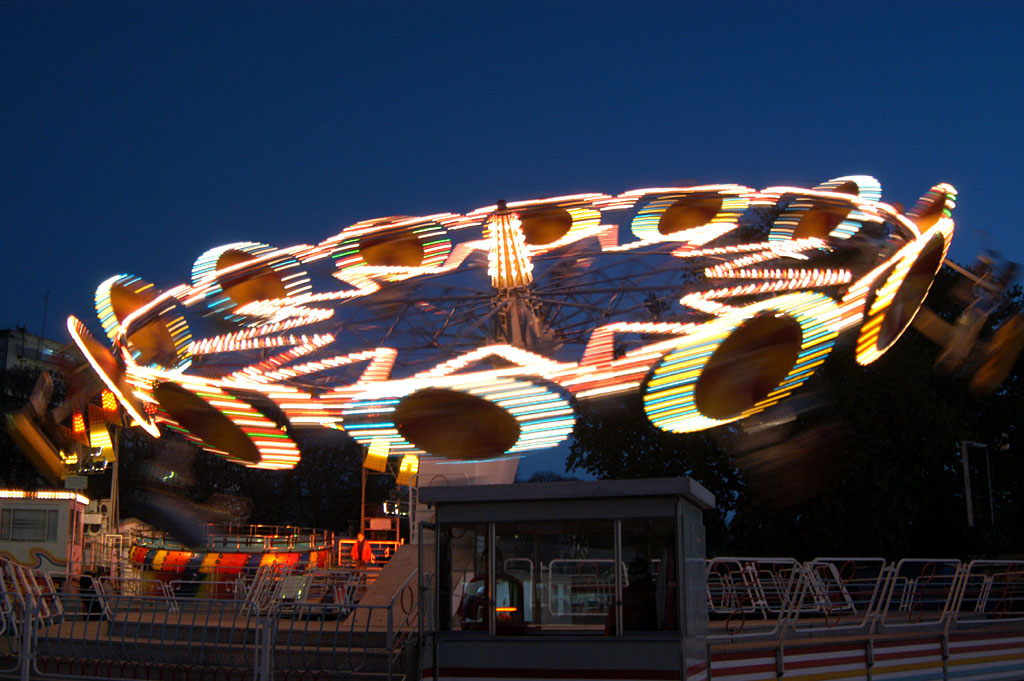
Sombrillas de los juegos mecánicos.
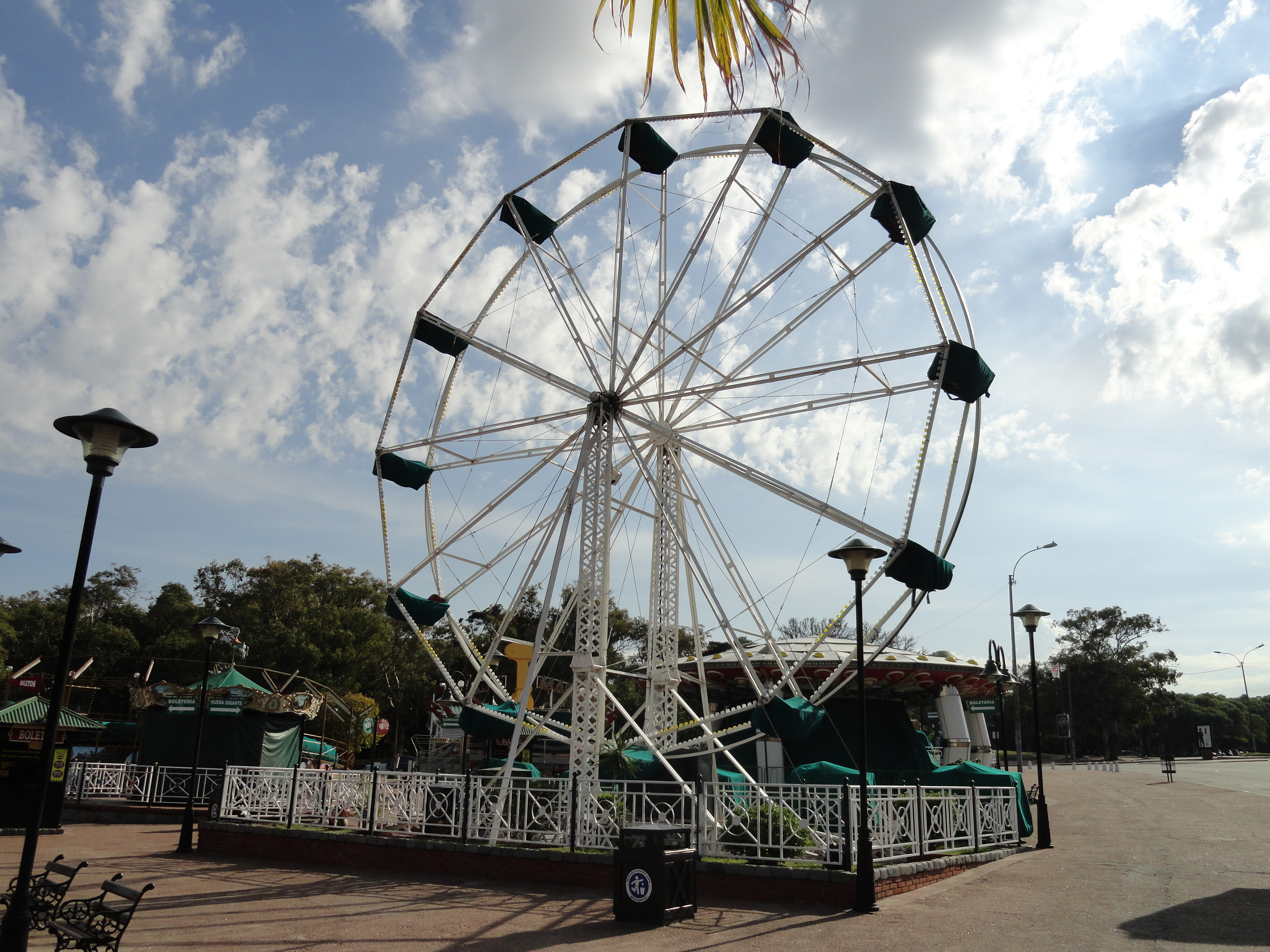
Vuelta al mundo